# Beňatina
Beňatina es un municipio situado en el distrito de Sobrance, en la región de Košice, Eslovaquia. Tiene una población estimada, en noviembre de 2023, de 171 habitantes.
Está ubicado al noreste de la región, en la cuenca hidrográfica del río Bodrog (afluente derecho del Tisza) y cerca de la frontera con la región de Prešov y Ucrania.

## Demografía
| Año        | 1994 | 2004     | 2014     | 2024     |
| ---------- | ---- | -------- | -------- | -------- |
| Población  | 300  | 257      | 197      | 168      |
| Diferencia |      | −14,33 % | −23,34 % | −14,72 % |

| Año        | 2023 | 2024    |
| ---------- | ---- | ------- |
| Población  | 170  | 168     |
| Diferencia |      | −1,17 % |